# Eggstätt
Eggstätt è un comune tedesco di 2 905 abitanti, situato nel land della Baviera.